# Shahrestān-e Zāveh
Shahrestān-e Zāveh (persiska: شهرستان زاوه, زاوه) är en delprovins (shahrestan) i Iran.   Den ligger i provinsen Razavikhorasan, i den nordöstra delen av landet, 800 km öster om huvudstaden Teheran.
Delprovinsen hade 67 695 invånare 2016.